# Adiantum latifolium
Adiantum latifolium là một loài thực vật có mạch trong họ Adiantaceae. Loài này được Lam. miêu tả khoa học đầu tiên năm 1783.